# D'ansita-(Fe)
La d'ansita-(Fe) és un mineral de la classe dels sulfats, que pertany al grup de la d'ansita. Rep el nom per la seva relació amb la d'ansita i el contingut en ferro.

## Característiques
La d'ansita-(Fe) és un sulfat de fórmula química Na₂₁Fe²⁺(SO₄)₁₀Cl₃. Va ser aprovada com a espècie vàlida per l'Associació Mineralògica Internacional l'any 2011. Cristal·litza en el sistema isomètric.

## Formació i jaciments
Va ser descoberta al cràter La Fossa de l'illa Vulcano, a les Illes Eòlies (Sicília, Itàlia). També ha estat descrita a les mines de Mežica, a la regió de Caríntia (Eslovènia). Aquests dos indrets són els únics de tot el planeta on ha estat descrita aquesta espècie mineral.